# Adolph Langer
Adolph Carl Josef Gregor Langer (* 16. November 1862 in Ziegenhals, Provinz Schlesien; † 8. Januar 1940 in Viersen) war ein deutscher katholischer Geistlicher und Mitglied des Deutschen Reichstags.

## Leben
Langer besuchte die Volksschule von 1868 bis 1874 und das Gymnasium in Neisse von 1874 bis 1883 sowie die Universität Breslau von 1883 bis 1887. 1887 erhielt er die Priesterweihe und war bis 1889 Kaplan in Frankenstein. Dann war er bis 1892 Pfarrer von Eberswalde und Militärgeistlicher von Angermünde. Ab 1892 war er Pfarrer von Bärwalde und dann von Martha bei Frankenstein.
Von 1895 bis 1902 war er Mitglied des Preußischen Abgeordnetenhauses und von 1898 bis 1902 des Deutschen Reichstags für den Wahlkreis Regierungsbezirk Breslau 13 Frankenstein, Münsterberg und die Deutsche Zentrumspartei. 1902 legte Langer sein Mandat nieder und trat in ein Kloster ein.